# クマエビ
クマエビ（熊海老、学名: Penaeus semisulcatus）は、十脚目クルマエビ科に分類されるエビの一種。インド太平洋沿岸の温暖な海域に広く分布する大型のエビで、食用にもなる。

## 名称
日本での地方名にはアカアシ（赤脚）、アシアカ（脚赤）、アカシマ（赤縞）（以上各地）、タヌキ（狸）（京都府）等がある。
クマエビの名は共食いもする獰猛な性質をクマに例えて付けられたと言われる。中華人民共和国や台湾では本種を「短溝對蝦」、「熊蝦」と称し、和名は熊蝦の直訳ともされるが、逆に和名を直訳して中国名になった可能性もある。

## 形態
体長は大きなメスで22cmに達する。体は細長い円筒形で薄褐色から桃色がかった灰色、不明瞭な横縞模様がある。近縁のクルマエビやウシエビに似るが、縞模様が明瞭でないことと、触角に白い縞模様がある点で類似種と区別できる。また歩脚や腹脚が赤く、生きている時はこの赤地に白い斑点が現れて際立つ。日本での地方名「赤脚」「脚赤」「赤縞」はここに由来する。額角の鋸歯は上縁に6-8歯、下縁に2-4歯（通常3歯）である。頭胸甲には額角から隆起が続くが、その中央に細い溝がある。またその横にある側溝は浅く、甲の前半部だけにある。

## 生態
西日本から、朝鮮半島南部、台湾、オーストラリア、フィジー、紅海、南アフリカまでのインド太平洋沿岸に広く分布する。日本近海での分布北限は日本海側が富山湾付近、太平洋側は千葉県以南とされており、クルマエビよりも高温の海域を好む。
水深20m以浅の沿岸泥底に多く生息し、若い個体は汽水域の波打ち際付近にも出現する。産卵期は6月下旬-9月で、受精卵、および孵化後のノープリウス、ゾエア、ミシスの各幼生はプランクトンとして海中を漂いながら発生する。稚エビに変態後は海底に定着する。雑食性で海底の有機物や小動物を食べるが、弱った仲間を襲う共食い傾向も強い。

## 利用
旬は夏-秋で、エビフライ、天ぷら、塩焼き、刺身等で賞味される。地域によっては、クルマエビの代用にされることもあるが、西日本では「アカアシエビ」等と明記し売り物にする料理店も多く、とりわけ紀伊水道沿岸の和歌山県では雑賀崎、和歌浦など紀北4箇所の漁港で「紀州足赤エビ」の名でブランド化、徳島県では「阿波とくしまのアシアカエビ」としてプライドフィッシュとして登録しており、阪神地方を中心に売り込みを図っている。また、九州の八代海～東シナ海に至る海域もアシアカエビ漁が盛んで、熊本県では芦北地方を中心に特産品化、鹿児島県では、正月の雑煮にクルマエビ類を素焼きにしてから干した「焼き海老」を、前日から水で戻して出汁を取るとともに、煮てサトイモ、椎茸などと共に具として食されている。出水市沖の八代海では、桁（けた）と呼ばれる、レーキ状に20本以上の鋼製の歯を付けた木枠に綱を付け、帆を張った漁船を使って海底を引いて取る「桁打瀬漁」（けたうたせりょう）が行われており、本種を主な漁獲対照としている。
インドネシア等では養殖も行われている。